# Gödeke Michels
Pour les articles homonymes, voir Michels.
Gödeke Michels ou Gottfried Michaelsen (mort en 1402 exécuté à Hambourg) était un des dirigeants du Likedeeler (« Ceux qui pratiquent le partage égalitaire »), association d'anciens des Vitalienbrüder (« Frères de victuailles », communauté de pirates).
En collaboration avec Klaus Störtebeker, Hennig Wichmann et Magister Wigbold, également dirigeants du Likedeeler, il rendit à la fin du XIVe siècle la mer Baltique et la mer du Nord incertaines. Ils possédaient des navires rapides leur servant à aborder toutes sortes d'embarcation. Il s'agissait toutefois principalement de constituer des butins si possible sans violence, de sorte que ceux qui ne s'étaient pas opposés, n'étaient généralement « que » jetés par-dessus bord.
Gödeke Michels a été exécuté en 1402 – peu après Klaus Störtebeker – avec 80 compagnons sur le Grasbrook à Hambourg.